# 永嘉战时青年服务团旧址
永嘉战时青年服务团旧址位于中国浙江省温州市鹿城区五马街道康乐坊280号，建于20世纪20-30年代，原为周华国开办的濂昌钱庄，后被售予亚细亚煤油公司。1937年10月，进行抗日救亡宣传的青年团体永嘉战时青年服务团（1937年8月成立，1938年底解散）曾租用该建筑二层办公。该建筑为砖木结构的三层楼房，面阔三间，立面采用巴洛克建筑风格，白色水刷石抹面，中有内天井，四周设回廊，近年温州市计划对其进行修缮并作为金融史展览馆。